# Shannon Wright
Shannon Wright es una cantautora de la ciudad de Jacksonville, Florida. Antigua integrante de la banda de rock Crowsdell, con la desaparición de ésta en 1998, Wright se trasladó a Nueva York y comenzó a componer y grabar en solitario gracias al piano de unos vecinos de Carolina del Norte. Así finalizó su primer álbum, Flight Safety (1999), en el que Wright tocaba casi todos los instrumentos- guitarra, bajo, piano, instrumentos de cuerda, baterías, teclados- además de su particular voz. Más tarde se iría limitando en ciertos instrumentos como la guitarra y el piano que irían ganando fuerza en unas canciones que cada vez se tornarían más fuertes emocionalmente con un sonido más experimental y una voz más dura.
Wright ha tocado en directo junto a grupos de renombre como Nick Cave, Dirty Three, Low, Man or Astro-man?, y Sleater-Kinney. Brian Teasley, batería de Man Or Astroman, incluso llega a aparecer en tres de sus álbumes. Otros músicos, integrantes de grupos como Calexico o Crooked Fingers, han participado también en otros de sus álbumes. También cabe destacar la colaboración que realizó con el músico francés Yann Tiersen del cual salió un disco homónimo en el año 2004.

## Discografía
- Flight Safety (1999)
- Maps of Tacit (2000)
- Perishable Goods (2001)
- Dyed in the Wool (2001)
- Over the Sun (2004)
- Yann Tiersen and Shannon Wright (2005)
- Let in the Light (2007)
- Honeybee Girls (2009)
- Secret Blood (2010)
- In Film Sound (2013)
- Division (2017)
- Providence (2019)